# Dun (fort)

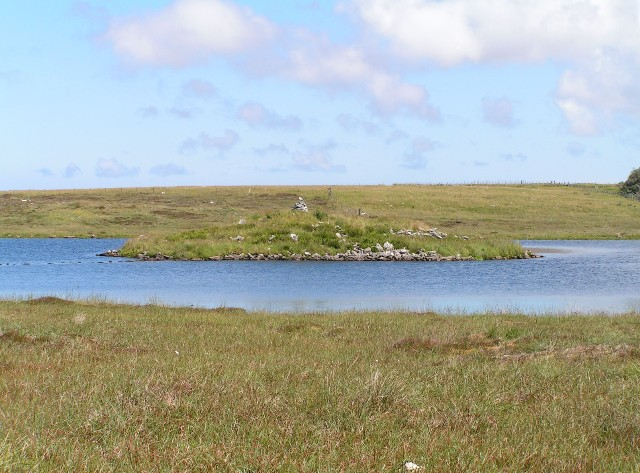
Ruïne van een dun in Loch Steinacleit op het eiland Lewis.

Dun is een Gaelisch woord voor een fort of versterkte plaats. Het woord wordt in principe gebruikt voor alle plaatsen die goed verdedigbaar zijn, ongeacht of er een door mensen gemaakt fort op de plaats staat.
Vanaf halverwege de twintigste eeuw wordt de term in de wetenschappelijke literatuur steeds vaker gebruikt voor het aanduiden van een specifieke vorm van forten uit de IJzertijd in Schotland. Deze specifieke vorm heeft zeer brede stenen muren, waarbij er ook vertrekken in het inwendige van de muur zijn gemaakt. De vorm van deze gebouwen hoeft niet per se rond te zijn, desondanks worden ze door sommige auteurs ingedeeld als Atlantic roundhouses.
De specifieke vorm van forten die aangeduid worden met dun, zijn vooral te vinden op de Hebriden. Een aantal brochs in die regio zijn al in de oudheid aangeduid met dun, enkel om aan te geven dat het versterkte plaatsen waren. Ook al gelden de brochs tegenwoordig als een ander type van de Atlantic roundhouses, bij sommige brochs is de term dun in de naam gebleven, zoals bij Dun Telve en Dun Troddan.